# Laurent Danchin
 (janvier 2017).
Si vous disposez d'ouvrages ou d'articles de référence ou si vous connaissez des sites web de qualité traitant du thème abordé ici, merci de compléter l'article en donnant les références utiles à sa vérifiabilité et en les liant à la section « Notes et références ».
Pour les articles homonymes, voir Danchin.
Laurent Danchin (né le 1er octobre 1946 à Besançon et mort le 10 janvier 2017 à Paris) est un critique d'art et essayiste français. C'est un spécialiste d'art brut, outsider et singulier, grand connaisseur et défenseur de l'œuvre de Chomo, à qui il rendit visite toutes les semaines entre 1975 et 1983.

## Biographie
Ancien élève de l’École normale supérieure (promotion 1965 Lettres) et professeur agrégé de lettres modernes, Laurent Danchin a enseigné dans plusieurs lycées, en particulier celui de Nanterre.
De 1985 à 1990, il a aussi enseigné l'analyse filmique et la culture générale à l'École Émile-Cohl (Lyon). 
Conseiller et conférencier dans de nombreuses manifestations, il est également commissaire d'expositions, principalement à la Halle Saint-Pierre, au Pavillon Carré de Baudouin à Paris, au  Centre d'art contemporain de l'abbaye d'Auberive.
Il est enfin le correspondant en France de la revue britannique Raw Vision, dont il a édité une version française en 1996-1997.
Il est mort à Paris le 10 janvier 2017, à l'âge de 70 ans.

## Publications

### Ouvrages
- Chomo par Roger Chomeaux, Paris, Éditions Jean-Claude Simoën, 1978
- Artaud et l'asile : le cabinet du docteur Ferdière, Paris, Éditions Séguier, 1996
- L'Art contemporain, et après..., Paris, Phénix éditions, 1999
- Jean Dubuffet, Paris, Terrail, 2001
- Jean Dubuffet.Peintre Philosophe, Paris, Editions de l'Amateur, 2001, 1re édition La Manufacture 1988.
- Art brut - L’instinct créateur, Paris, Gallimard, coll. « Découvertes Gallimard / Arts » (no 500), 2006
- La Fin de l’apartheid ? Pour un art postcontemporain, Paris, Lelivredart, 2008
- Médiums et virtuoses - Le dessin à l’ère des nouveaux médias, Paris, Lelivredart, 2009
- Aux frontières de l'art brut, Paris, Lelivredart, 2014

### Articles parus dansRaw Vision(en)
- « Autour de l'Art brut », RV#1, 1989
- « Chomo », RV#2, 1989
- « René Strubel », RV#5, 1991
- « Marie-Jeanne Gil », RV#15, 1996
- « Marcel Storr », RV#36, 2001
- « Anselme Boix-Vives », RV#42, 2003
- « Dubuffet et Bourbonnais : de l'art brut à l'art singulier », RV#50, 2005

### Catalogues d'expositions
(Expositions présentées à la halle Saint-Pierre)
- Art brut et compagnie. La face cachée de l'art contemporain, Paris, La Différence, 1995[4]
- Art Outsider et Folk Art des Collections de Chicago, Paris, Halle Saint Pierre, 1999
- Art spirite, médiumnique, visionnaire. Mémoires d'outre-monde, Paris, Hoëbeke, 1999
- Aux frontières de l'art brut 1&2, Paris, Halle Saint Pierre, 2001
- Chomo. Le débarquement spirituel, Paris, Halle Saint Pierre, 2009

## Filmographie
- 1987 : Raphaël Lonné, dessinateur médiumnique (13 min), Octa Vidéo Productions. Coréalisé avec Bernard Gazet.